# Final Battle (2012)
Pour les articles homonymes, voir Final Battle.
Final Battle 2012: Doomsday est un pay-per-view de catch produit par la Ring of Honor (ROH), qui est disponible uniquement en ligne. Cet évènement se déroula le 16 décembre 2012 au Hammerstein Ballroom à Manhattan, dans l'état de New York. Ce pay-per-view est considéré comme l'un des plus gros succès de la fédération. C'est le 11e Final Battle de l'histoire de la ROH.

## Contexte
Les spectacles de la Ring of Honor en paiement à la séance sont constitués de matchs aux résultats prédéterminés par les scénaristes de la ROH. Ces rencontres sont justifiées par des storylines - une rivalité avec un catcheur, la plupart du temps - ou par des qualifications survenues au cours de shows précédant l'évènement. Tous les catcheurs possèdent un gimmick, c'est-à-dire qu'ils incarnent un personnage face (gentil) ou heel (méchant), qui évolue au fil des rencontres. Un pay-per-view comme Final Battle est donc un événement tournant pour les différentes storylines en cours.

## Matchs
| #                                                                | Matchs, | Stipulation                                                      | Durée |
| ---------------------------------------------------------------- | --- | ---------------------------------------------------------------- | ----- |
| Dark                                                             | Grizzly Redwood bat Q.T. Marshall | Match simple                                                     |       |
| 1                                                                | Roderick Strong bat Michael Elgin | Match simple                                                     | 11:31 |
| 2                                                                | Jay Lethal bat Rhino | Match simple                                                     | 09:33 |
| 3                                                                | R.D. Evans (avec Q.T. Marshall) bat Prince Nana | Match simple                                                     | 06:11 |
| 4                                                                | The World's Greatest Tag Team (Shelton Benjamin & Charlie Haas) battent B.J. Whitmer & Rhett Titus                                                           | New York City Street Fight Tag Team match                        | 15:26 |
| 5                                                                | Mike Bennett (avec Maria Kanellis et Bob Evans) bat Jerry Lynn                                                                                               | Match simple                                                     | 10:06 |
| 6                                                                | The American Wolves (Davey Richards & Eddie Edwards) battent reDRagon (Bobby Fish & Kyle O'Reilly)                                                           | Tag Team match                                                   | 12:24 |
| 7                                                                | Matt Hardy bat Adam Cole | Match simple                                                     | 11:41 |
| 8                                                                | Briscoe Brothers (Jay Briscoe & Mark Briscoe) battent C&C Wrestle Factory (Caprice Coleman & Cedric Alexander) et S.C.U.M. (Jimmy Jacobs & Steve Corino) (c) | Three Way Tag Team match pour le ROH World Tag Team Championship | 7:06  |
| 9                                                                | Kevin Steen (c) bat El Generico | Ladder War match pour le ROH World Championship                  | 27:58 |
| (c) désigne le(s) champion(s) défendant son titre dans le match. | |                                                                  |       |